# یاکوب روخه فین
یاکوب روخه فین (به هلندی: Jacob Roggeveen) (زادهٔ ۱ فوریه ۱۶۵۹ – درگذشتهٔ ۳۱ ژانویه ۱۷۲۹)، کاوشگر هلندی بود که برای کشف سرزمین ناشناخته جنوبی و داویس لند فرستاده شد، اما در عوض او جزیره ایستر (به این دلیل ایستر [عید پاک] نام‌گذاری شد که او در عیدپاک یکشنبه به آنجا قدم نهاد) را کشف کرد. یاکوب روخه فین همچنین بورا بورا و مائوپیتی از جزایر انجمن و همچنین ساموآ را کشف نمود. او این سفر اکتشافی را یکجا با برادرش یان روخه فین که مقیم هلند بود، برنامه‌ریزی کرد.

## اوایل حرفه

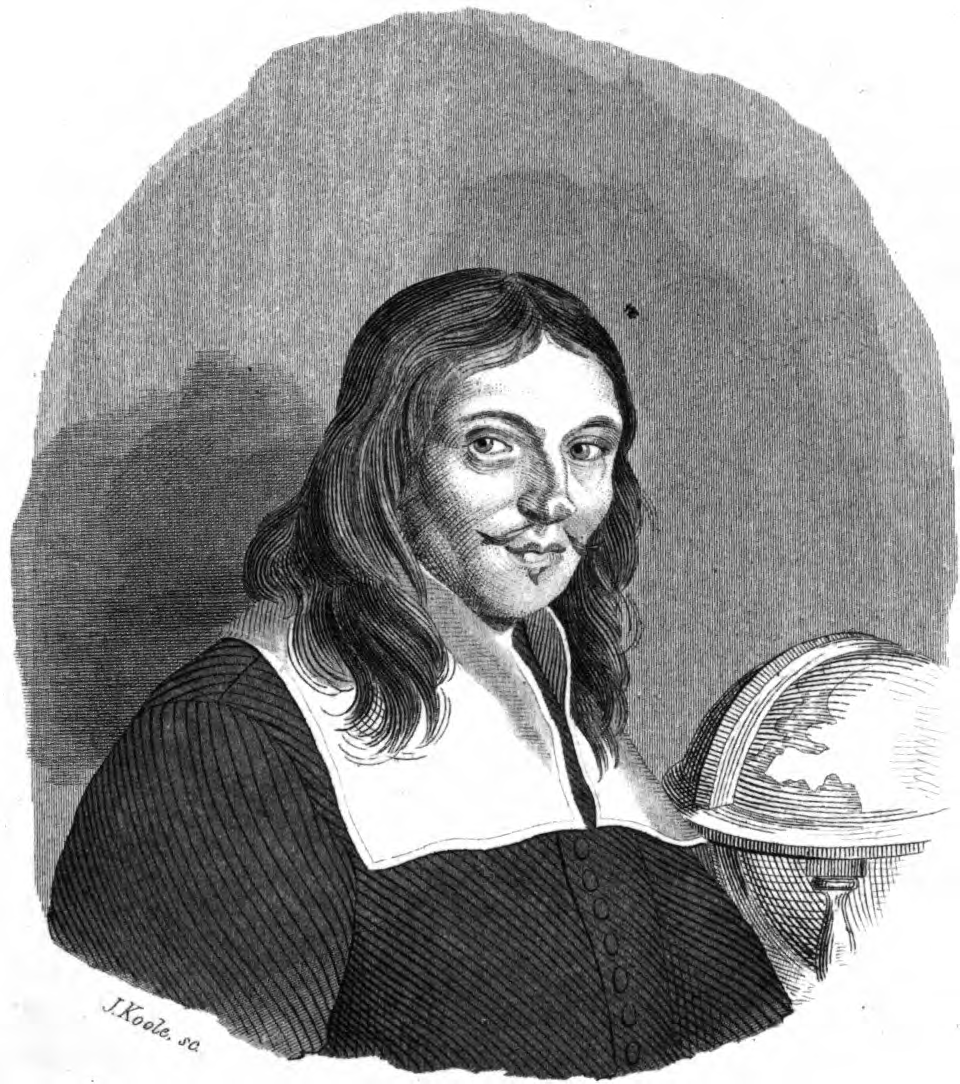
آرِند روخه فین,پدر یاکوب

پدر وی آرِند روخه فین، یک ریاضی‌دان بود که دانش خوبی در مورد ستاره‌شناسی، زمین‌شناسی، علم بلاغت، فلسفه و نظریه ناوبری نیز داشت. او وقت خود را صرف مطالعه سرزمین ناشناخته جنوبی نموده و حتی جوازی برای یک سفر اکتشافی کوتاه را نیز گرفته بود، اما این پسر وی بود که در نهایت در عمر ۶۲ سالگی با سه کشتی مجهز به این سفر اکتشافی واقعیت بخشید.
او وکیل دادگستری میدل‌بورخ (مرکز استان زیلاند، جاییکه او به دنیا آمده بود) شد. در ۱۲ اوت ۱۶۹۰، او دکترای حقوق خود را از دانشگاه هاردرویک کسب کرد. او با ماریجا مارگاریتا وینسنتیوس ازدواج کرد، اما همسر وی در اکتبر ۱۶۹۴ درگذشت. او در ۱۷۰۶ میلادی به کمپانی هند شرقی هلند (VOC) پیوسته و در میان سال‌های ۱۷۰۷ و ۱۷۱۴ به عنوان رئیس شورای عدالت («Raadsheer van Justitie») در باتاویا، هند شرقی هلند (حالا جاکارتا) گماشته شد. او در آنجا با انا ادریانا کلیمینت ازدواج کرد، اما پس از مدت کوتاهی او نیز درگذشت. در ۱۷۱۴ میلادی، او به تنهایی خود به میدل‌بورخ بازگشت.
او وارد مناقشه‌های مذهبی شده و با چاپ کردن آگاهی‌نامه مبلغ مذهبی لیبرال پونتیان وان هاتیم تحت عنوان سقوط بت دنیا (De val van 's werelds afgod) از وی حمایت نمود. قسمت نخست آن در سال ۱۷۱۸ میلادی در میدل‌بورخ پخش شد، اما به زودی از سوی شورای شهر ضبط گردیده و سوزانده شد. روخه فین از میدل‌بورخ به منطقه نزدیک فلیسینگن فرار نمود. پس از آن، او در شهر کوچک آرنه‌مایدن مسکن‌گزین شده و قسمت‌های دوم و سوم این سری را به چاپ رساند که بار دیگر باعث بروز مناقشه شد.

## اکتشافات

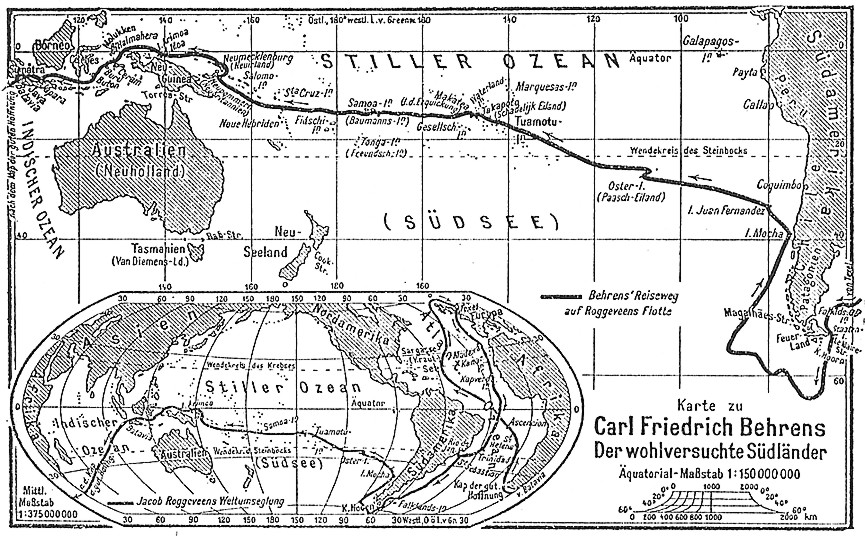
نقشه سفرهای تحقیقاتی و اکتشافاتی روخه فین

در ۱ اوت ۱۷۲۱، او با حمایت مالی شرکت هند غربی هلند که رقیب شرکت هلندی هند شرقی بود، برای اکتشاف سرزمین ناشناخته جنوبی و تأسیس یک مسیر تجارتی به «جزایر ملوک» فرستاده شد. کاروان وی متشکل از سه کشتی، آریند، تینهوین و آفریکانسکی گالی و ۲۲۳ مرد بود.
روخه فین نخست به جزایر فالکلند (جزایری که او نام آنرا به «بیلجیا آسترالیاز» تغییر داد) رفت، از تنگه لی مایر عبور نموده و به سفر خود به مدار ۶۰ درجه جنوبی به سمت جنوب ادامه داد تا اینکه به اقیانوس آرام رسید. او در نزدیکی بالدیبیا، شیلی از کشتی فرود آمد. وی از جزایر خوان فرناندز دیدن نموده و از ۲۴ فوریه تا ۱۷ مارس در این جزایر ماند. سفر اکتشافی چندی بعد در ۵ آوریل ۱۷۲۲ در روز یکشنبه عید پاک [ایستر] به جزیره ایستر (راپا نولی) رسید (طبق گزارش وی، او در روز رسیدن در این جزایر حدود ۲٬۰۰۰ تا ۳٬۰۰۰ ساکن را دیده‌است). روگوین موقعیت شش جزیره در مجمع‌الجزایر توآموتو، دو جزیره در جزایر انجمن و چهار جزیره در ساموآ را تهیه نموده و بزرگترین کشتی، آفریکانسکی، خود را در جزیره مرجانی تاکاپوتو از دست داد. برای انتقام‌گیری از خشونت‌های مردمان بومی و برای پاسخ دادن به مردمان ماکاتین که در یک ساحل کمین کرده و ده خدمه وی را به قتل رسانده بودند، او به یک ساحل پُر از مردمان بومی در منطقه ماکاتی آتش گشود. در ۱۷۲۲ میلادی، دو کشتی باقی‌مانده از گینه نو گذشتند تا به باتاونو برسند، اما او در آنجا به‌خاطر نقض حق انحصاری کمپانی هند غربی هلند (VOC) دستگیر گردیده و کشتی‌های او نیز ضبط شد. پس از یک ادعای حقوقی طویل مدت در هلند، شرکت هند غربی هلند بعداً مجبور گردید تا خسارات که بر وی وارد شده بود را جبران نموده و حقوق خدمه‌های وی را بپردازد.
پس از بازگشت، روخه فین قسمت چهارم سقوط بت دنیا (De val van 's werelds afgod) را به چاپ رساند.

## ارجاعات
1. ↑  P. Paine, Lincoln (2000). Ships of Discovery and Exploration. Houghton Mifflin Harcourt. p. 30. ISBN 978-0-547-56163-9. Retrieved 15 September 2021.
2. 1 2  "Jacob Roggeveen". Libweb5.princeton.edu. Archived from the original on 7 October 2016. Retrieved 18 October 2012.
3. 1 2  Quanchi, Historical Dictionary of the Discovery and Exploration of the Pacific Islands, page 217
4. ↑  "Chauvet - Easter Island". Chauvet-translation.com. Retrieved 18 October 2012.
5. ↑  Salmond, Anne (2010). Aphrodite's Island. Berkeley: University of California Press. pp. 34. ISBN 978-0-520-26114-3.